# Villalba (Guidonia Montecelio)
Villalba è una Frazione del comune sparso di Guidonia Montecelio, della città metropolitana di Roma Capitale, nel Lazio

## Storia
Si trova in una zona ricca di giacimenti di travertino e le prime abitazioni sorsero lungo la via delle Cave, che si dipartiva dalla via Tiburtina verso nord, destinata al trasporto dei blocchi dalle cave. In precedenza nell'area sorgevano solo casali e masserie agricole, abitate inizialmente da poche famiglie tra cui la famiglia Galante proveniente da Castellammare del Golfo in Sicilia, che lottizzando i terreni di sua proprietà diede un primo impulso allo sviluppo della zona. La zona compresa tra le attuali Via Trento e via Udine si sviluppò grazie alla lottizzazione di terreni effettuata a favore dei reduci della guerra italo-turca (1911-12).
Per quel che riguarda la scelta del nome in una riunione consigliare del 1950 fu deciso il cambio del nome da Borgata Barozze, ritenuto antiquato e approssimativo con quello di Villalba, scelta fatta perché ritenuta più adatta alle caratteristiche del territorio e perché nelle vicinanze si trova la sorgente delle Acque Albule. Alcuni ritengono che il nome sia stato scelto in omaggio all'allora maresciallo comandante il posto di polizia di Villalba, originario appunto di Villalba in Sicilia, ma su questa opinione non ci sono fonti certe.
L'insediamento si sviluppò inizialmente per la presenza dei lavoratori delle cave di travertino, provenienti in gran parte del vicino Abruzzo. Con la crescita dell'abitato l'innesto della via delle Cave sulla via Tiburtina si trasformò nella piazza della Repubblica, da cui si diparte la via principale (corso Italia, già corso della Repubblica).

## Monumenti e luoghi d'interesse

### Architetture civili
- Casale Sant'Antonio, alcune parti risalgono al 1300.
- Casale del Barco, era il cuore della riserva di caccia del Cardinale d'Este, successivamente legò le sue fortune all'estrazione e al trasporto del travertino. Risale alla seconda metà del 1500.
- Casale Bernini o Casale Nuovo, fu costruito nella prima metà del '600 per rifornire del miglior travertino la fabbrica di San Pietro. Alcune fonti affermano che vi soggiornò il Bernini, da qui il nome, ma è anche conosciuto come "Casale Nuovo" per distinguerlo dal "Casale Vecchio", il Barco. In seguito fu usato come colonia penale per i condannati ai lavori forzati nelle cave di travertino, come ricordano ai suoi lati le torrette a forma di garitta provviste di feritoie. Durante la seconda guerra mondiale fu adibito ad osservatorio e per questo motivo venne aggiunta la torre centrale.
- Casale dei Gelsi e delle More, si trova nelle vicinanze del monumento al distretto del travertino romano su un vialetto di gelsi. Oggi risulta abbattuto.
- Casale del cancello di ferro, si trovava vicino al monumento al distretto del travertino romano, diametralmente opposto al casale dei gelsi e delle more.
- Casale dei pastini o delle pastine, situato nel cuore delle cave era un tempo il centro di una azienda agricola.
- Casale dei Licini, il nome significa casale dei lecci, era situato su via della Longarina, dopo il campo dell'O.C.R.E.S. Moca verso Villanova, circondato da grandi lecci.
- Casale Montozzi, un tempo sede di una azienda agricola, si trova in stato di abbandono.

## Galleria d'immagini

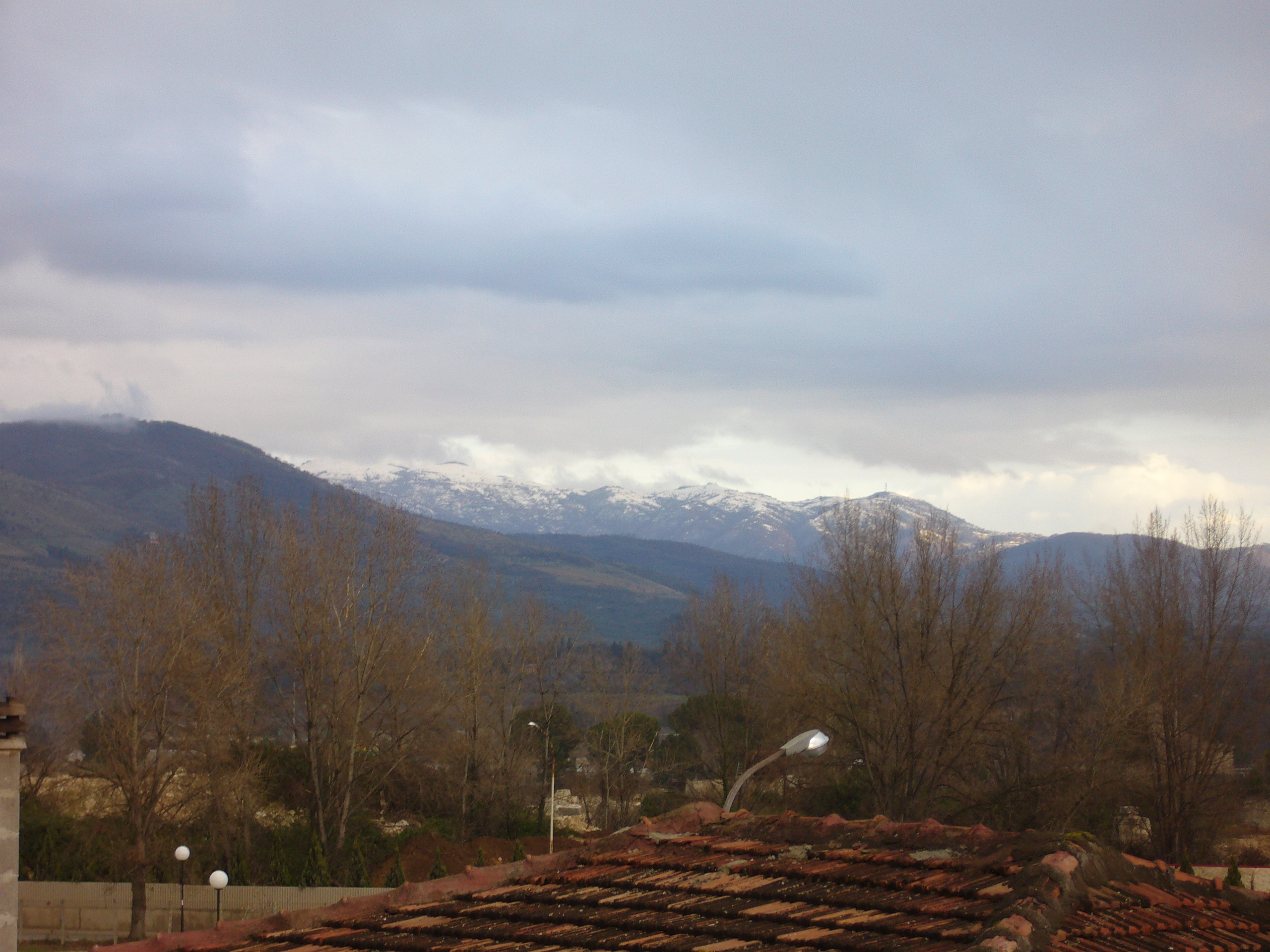
I Monti Prenestini fotografati da Villalba in inverno
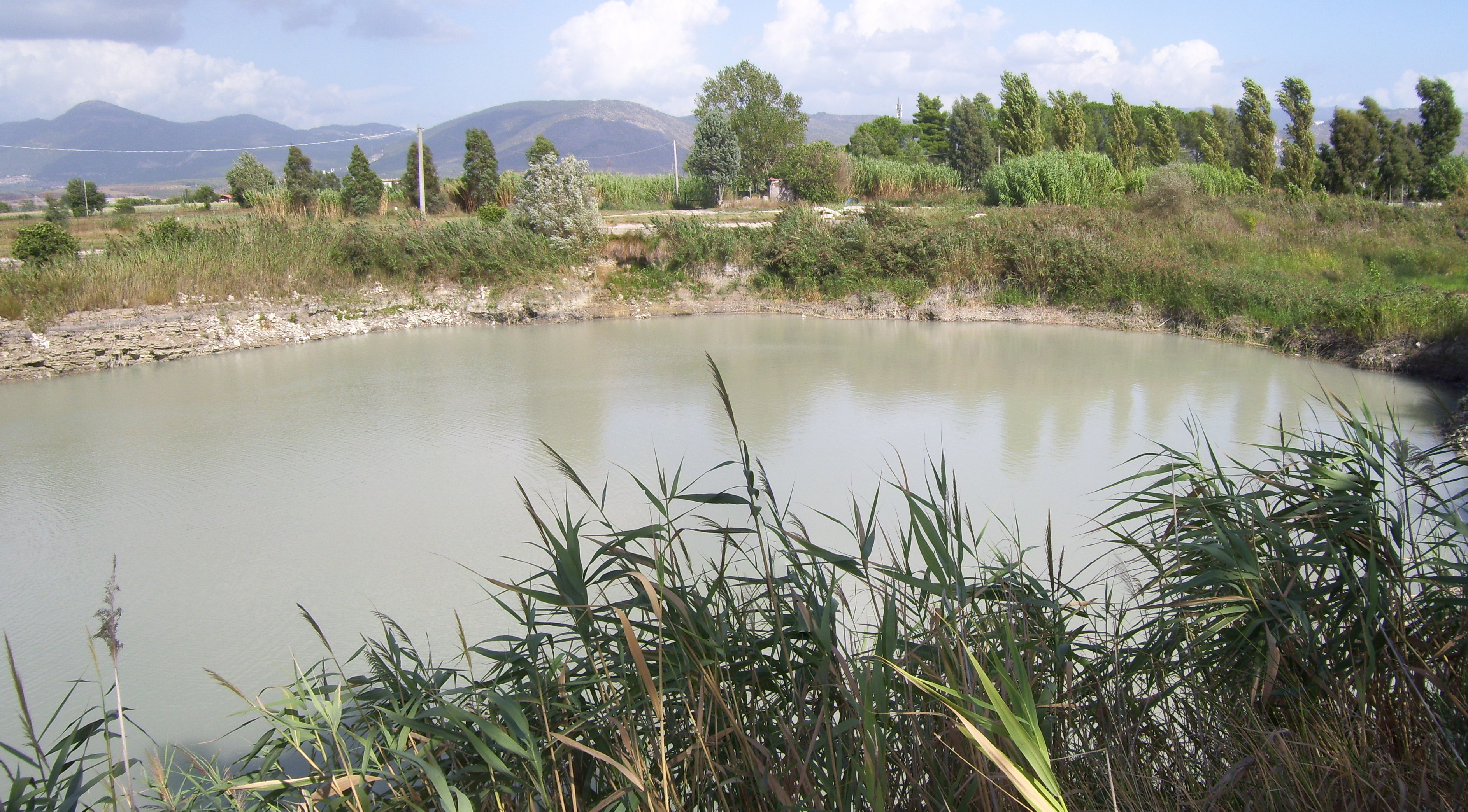
Lago della Regina (situato al confine tra Villalba e Tivoli Terme): alimenta le Terme "Acque Albule"